# Peace or Violence
«Peace or Violence» — пісня 2010 року бельгійського співака Stromae, випущена 31 травня як четвертий промо-сингл для його альбому Cheese.

## Чарти

### Щотижневі чарти
| Чарт (2010–2011)            | Пікова позиція |
| --------------------------- | -------------- |
| Австрія (Ö3 Austria Top 75) | 74             |
| Бельгія (Ultratip Flanders) | 12             |
| Бельгія (Ultratop Wallonia) | 12             |

### Чарти на кінець року
| Чарти (2011)                | Позиція |
| --------------------------- | ------- |
| Belgium (Ultratop Wallonia) | 79      |